# باد بلنکنبورگ
شهر باد بلنکنبورگ (به آلمانی: Bad Blankenburg) در ایالت تورینگن در کشور آلمان واقع شده است.
این شهر در ۶ کیلومتری جنوب غربی رودل‌اشتات، و ۳۷ کیلومتری جنوب شرقی شهر ارفورت واقع شده است. ایجاد مهد کودک برای اولین بار توسط فردریش ویلهلم اوت، در سال ۱۸۳۷ میلادی در این شهر انجام شد.
این شهر زیبا محل استقرار یکی از کارخانجات فونیکس برای تولید بلت نوارنقاله‌ها می‌باشد.
همچنین آشامیدن آب از چاه آب این شهر که درمیانهٔ پارک واقع شده شهرت به درمان وخواص دارویی دارد.